# De Bassus Schlossbrauerei
La De Bassus Schlossbrauerei GmbH est une brasserie à Altmannstein.

## Histoire
La première brasserie du château de Sandersdorf (de) date de 1550. En 1650, le château et la brasserie appartiennent à Johann Jakob Lossius, il lègue les deux à Dominikus de Bassus en 1675. Jusqu'en 1946, la brasserie est installée directement dans le château, puis, pour des raisons d'espace, elle est déplacée à son emplacement actuel en contrebas du château à l'entrée de la ville.
La Schlossbrauerei Sandersdorf est vendue par la baronne Margarete de Bassus à Endriss & Mueller GmbH & Co KG en avril 1995. Après la mort inattendue du maître brasseur Endriss en 1998, Mueller continue à diriger l'entreprise. Mais en 2000, la brasserie est finalement vendue à Seifert.
Le 1er janvier 2019, la brasserie est vendue à la Brauerei zum Kuchlbauer, brasserie d'Abensberg. À partir de 2020, les nouveaux directeurs généraux Jacob Horsch et son père Leonhard Salleck brassent exclusivement de la bière biologique sous l'ancien nom et les anciennes armoiries. Depuis le rachat, une seule variété est brassée, la Sandersdorfer Bio Hell. Dans le même temps, le remplissage des fûts et des bouteilles est déplacé à Abensberg.